# Bornel
Bornel – miejscowość i gmina we Francji, w regionie Hauts-de-France, w departamencie Oise. W 2013 roku populacja gminy wynosiła 3599 mieszkańców. 
1 stycznia 2016 roku połączono 3 wcześniejsze gminy: Anserville, Bornel oraz Fosseuse. Siedzibą gminy została miejscowość Bornel. Początkowo nowa gmina miała nosić nazwę Anserville-Bornel-Fosseuse. Później jednak zdecydowano się, że będzie się nazywać Bornel. 